# Eugenio Travaini
Eugenio Travaini (Parabiago, 1930 – Bolzano, 15 agosto 1993) è stato un medico e scrittore italiano.

## Biografia
Primario ospedaliero e docente all'Università di Milano in medicina fisica e riabilitazione, fondò a Legnano uno tra i primi Centri di "Servizio di Riabilitazione Motoria" che fece scuola anche all'estero per metodologia ed efficienza. Dedicò la sua vita e fu innovatore non solo nell'ambito della sua branca, si è infatti sempre battuto per una medicina "a misura d'uomo".
Ha pubblicato nel 1972 il romanzo La Malacarità che ottenne un lusinghiero successo di critica e di pubblico. Nel 1977 ha pubblicato il romanzo Il vento in testa che nello stesso anno vinse il Premio Selezione Campiello e il Premio Stresa. Nel 1982 pubblicò Una via d'uscita, racconto sia di un caso clinico disperato, sia di un "miracolo" chirurgico reso possibile dall'amore. Nel 1988, il successivo  E davanti il muro, dopo aver affrontato la medicina, la pazzia, la malattia, per ultimo affronta il tema della morte.
Nel 1985 viene pubblicato 18 racconti con prefazione di Piero Chiara, dove la sua capacità narrativa esamina storie di vita e di costume sempre con l'occhio clinico, non solo del medico, ma dell'attento osservatore della vita e della storie 'eccezionali' della gente comune.
Muore nel nell'agosto del 1993 in un incidente stradale sull'autostrada del Brennero.
A suo nome è stata intitolata, nella sua città, la scuola elementare della frazione di Villastanza.